# Edesta

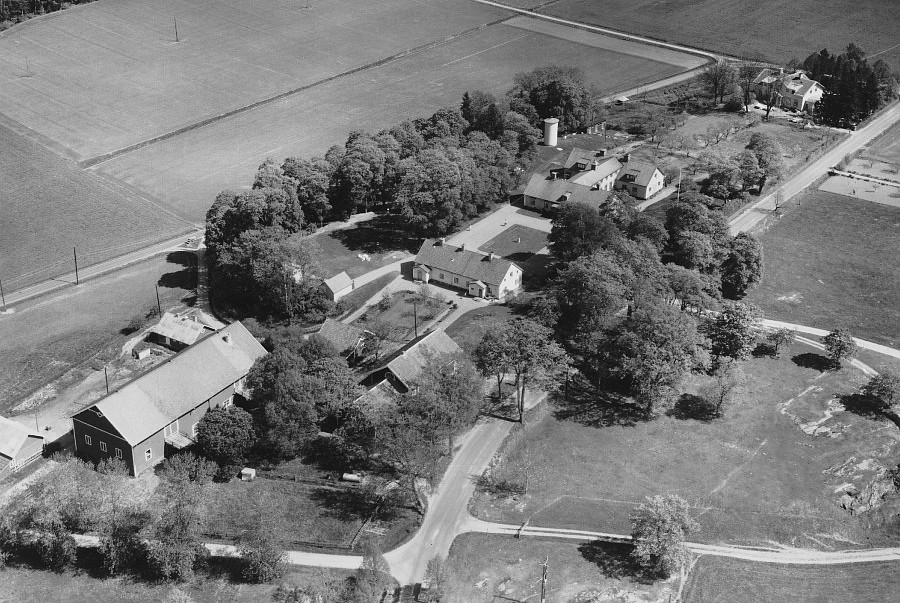
Edesta Lant- och Vilohem, 1962.

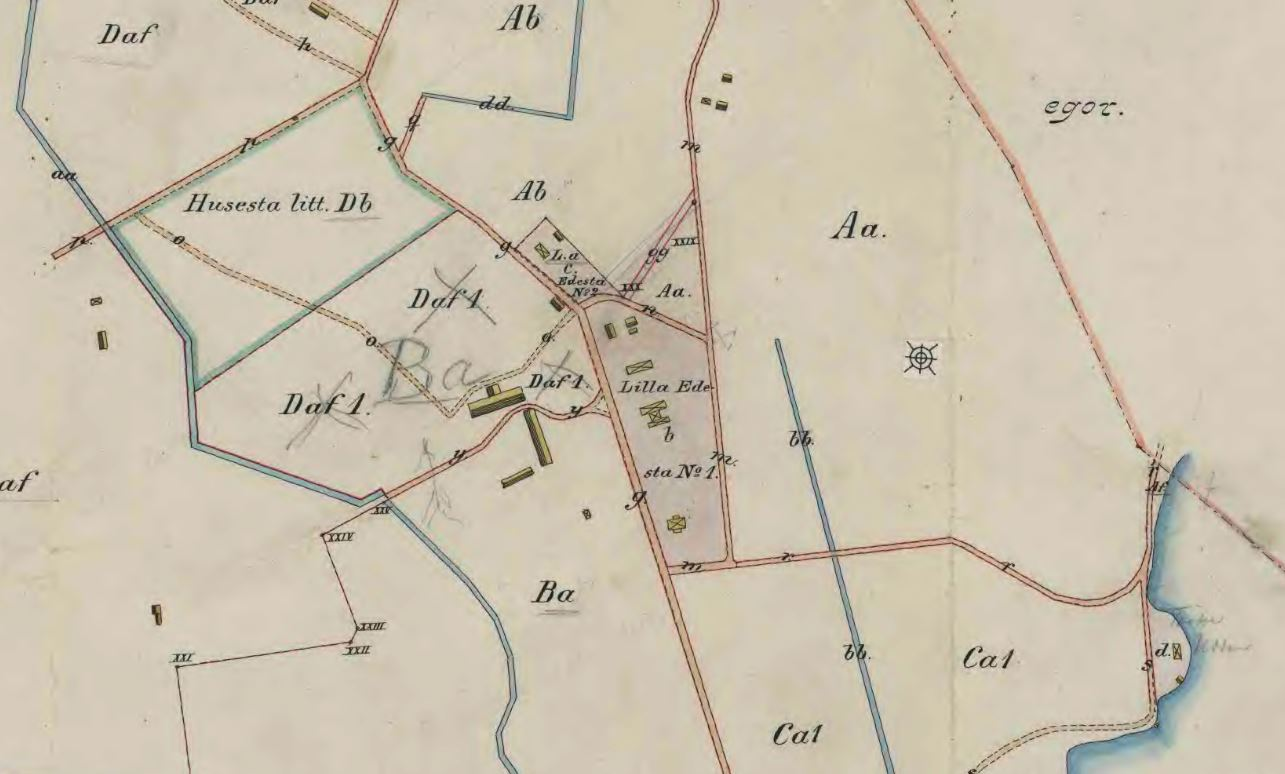
Edesta 1, 2 och 3, 1907

Edesta är ett tidigare säteri och ett samhälle i Vårdinge socken i Trosa kommun, beläget norr om Vagnhärad i Södermanlands län. Edesta har genomgått många förändringar från att under 1700-talet varit säteri med herrgårdsbebyggelse, till barnhem, vilohem och lanthem för flickor samt barnkoloni.

## Historik
Edesta omtalas i dokument första gången 1331, 1371 köps en gård i Edesta av en Joan Haka. Frälselängden från 1562 listar sju säterier, varav Edesta är ett. 1630 förlänades ett skattehemman i Edesta till Mårten Wewitzer, som samtidigt adlades Rosenstierna. Gården kom därefter att räknas som frälse. Ett andra skattehemman et köptes senare av Peder Ericsson, adlad Rosenskiöld. 1651 överlämnades gården till sonen Peter Rosenskiöld, som 1654 även köpte det andra skattehemmanet i Edesta. Han kom dock på obestånd och tvingades sälja säteriet till sin fordringsägare Schering Rosenhane.
1701 köptes Edesta av Georg Thomas von Berchner.  Det ärvdes av hans dotter Brita, gift med Carl Rosenholm, och efter honom av dottern Brita Christina Rosenholm med dennes make Erik Wellstadius (1686-1754), adlad 1743 Rosenstam. Han var gift med Brita Christina Rosenholm och deras dotter, Carolina Sabina, föddes 1739 på Edesta. Under dessa år växte Edesta till en stordomän med många underlydande gårdar i Vårdinge: Skarta, Nådhammar, Husesta, Svalsta, tre gårdar i Stene, Stora Transäter, Lundby samt Mölnebo.
Mellan 1827 och 1849 ägdes Edesta av översten Nisbeth. 1849 var ägare Bror Wilhelm Mörner af Morlanda, vars son Carl Vilhelm föddes här samma år. 1856 uppges en Edvard Rütterskjöld som ägare. Vid denna tid börjar flera av gårdarna säljas av från godset. 1891 såldes Edesta till ägaren av Nådhammar och ingick i Hildemar Lidholms egendomar och hörde till hans sterbhus då det delades 1907.
På 1800-talets slut inrättades Elsa Borgs barnhem i några av Edestas byggnader och 1913 öppnade Stockholms stadsmission ”Stadsmissionens Lanthem och Husmodersskola för flickor”. Till en början mottogs 18 flickor från fattiga hem till "kristlig uppfostran och utbildning i husliga sysslor och lantliga göromål". Flickorna fick vistas i hemmet tre till fyra år. Meningen var att de skulle kunna tillgodogöra sig utbildning i husliga sysslor men också i trädgårdsskötsel, hönsskötsel och liknande. Edestas verksamhet uppnådde ingen kostnadstäckning och lades ner på 1990-talet.

## Riksintresse
Edesta säteri och det senare bildade godset Nådhammar med tillhörande anläggningar och det av godsdriften präglade landskapet ingår i Vårdinge riksintresse för kulturmiljövården.

## Historiska bilder

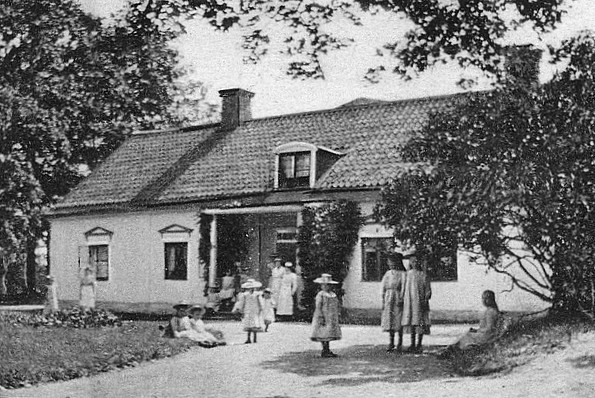
Edesta barnhem 1903.
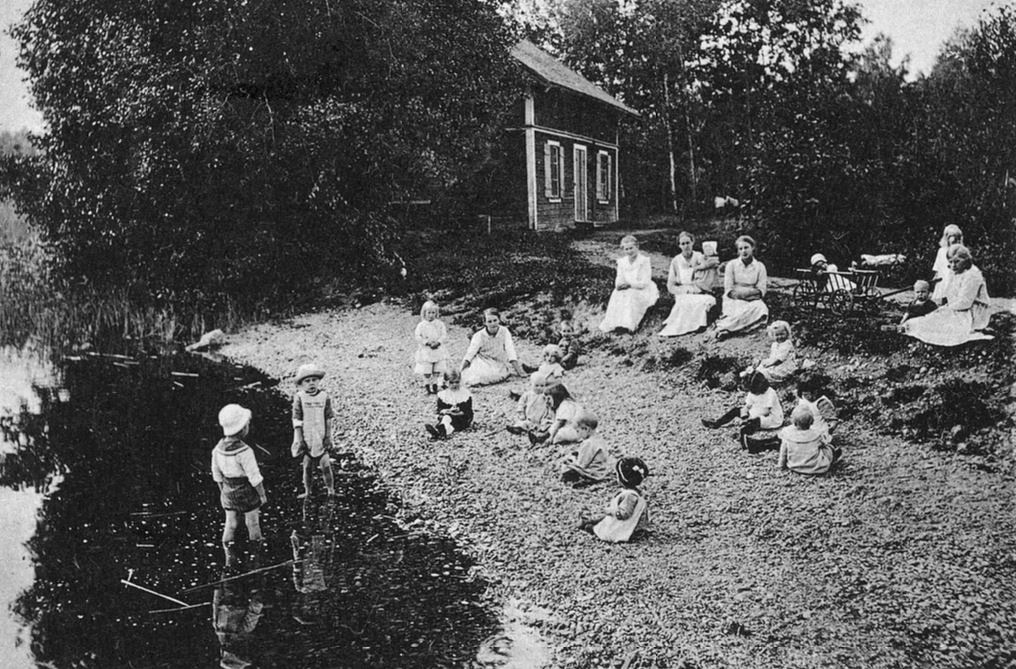
Stadsmissionens barnkrubba.
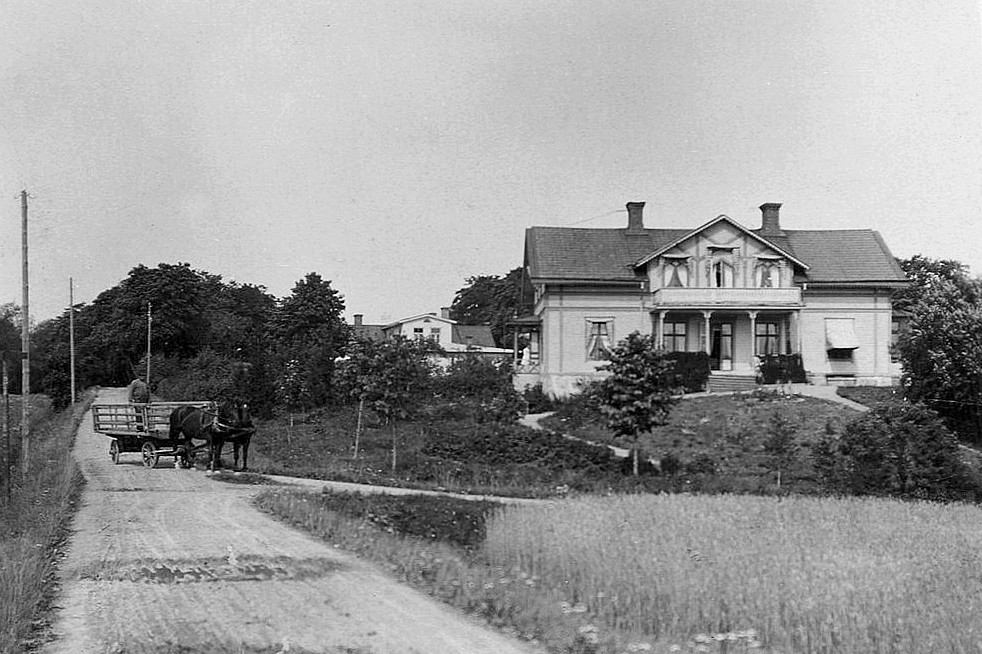
Edesta 1920-tal.
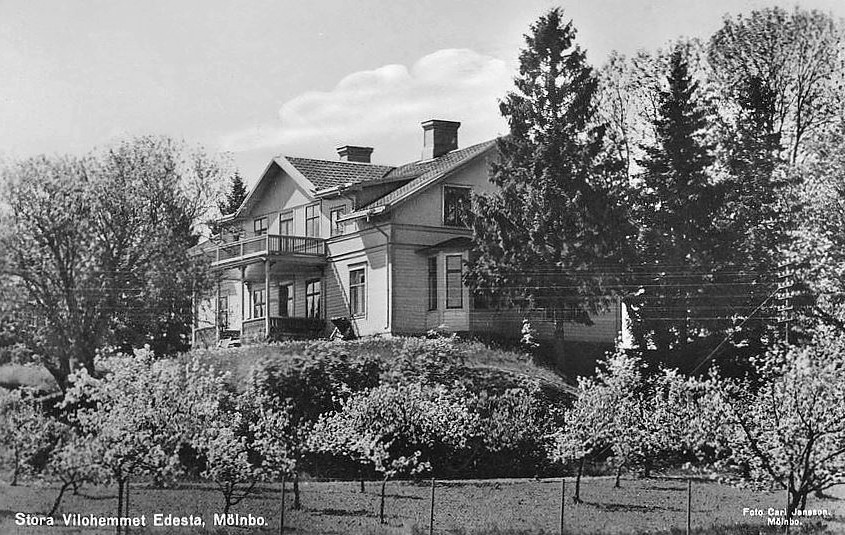
Edesta, Stora vilohemmet.